# 阿武隈急行

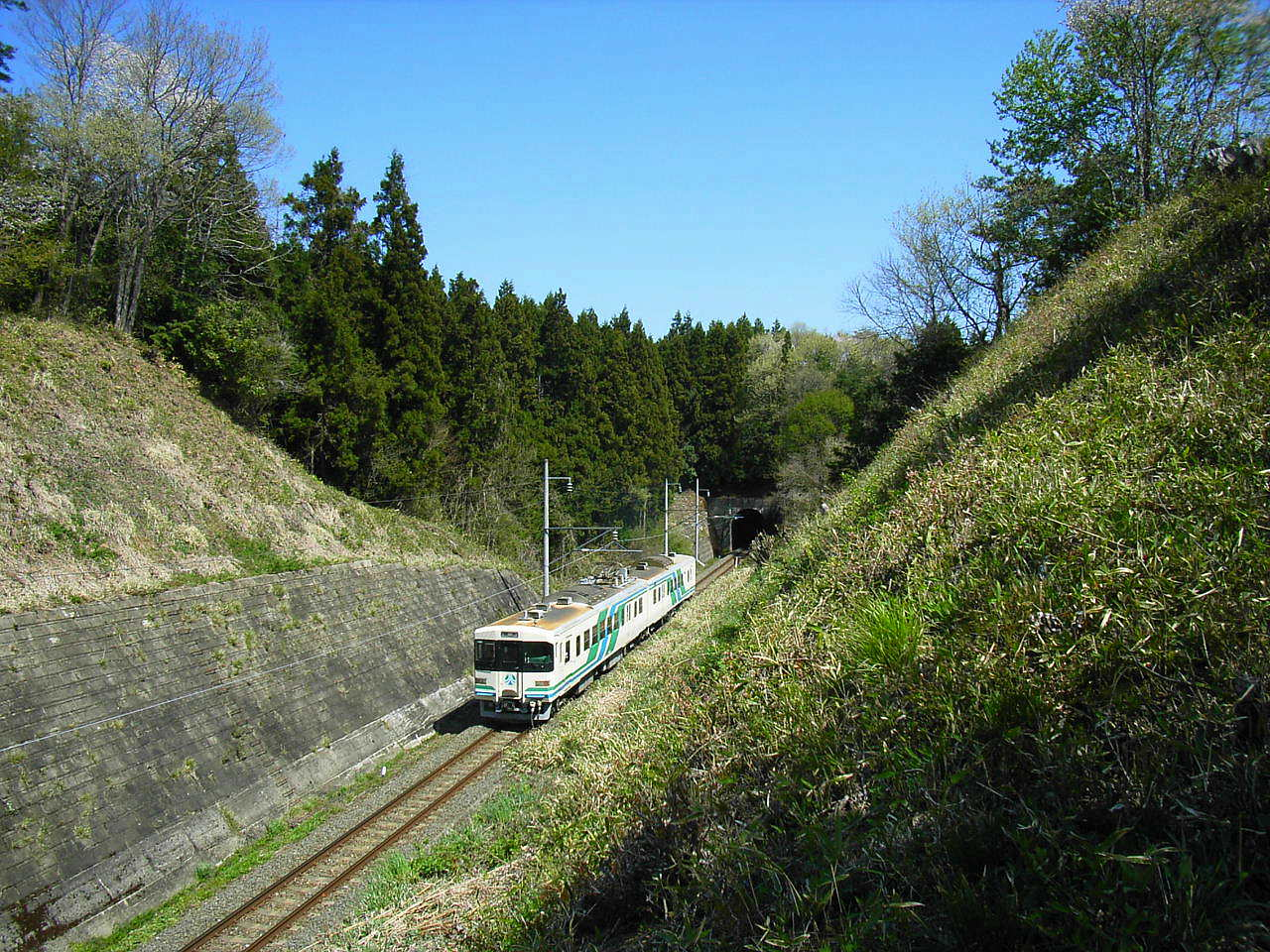
行駛在阿武隈急行線上的阿武隈急行8100系電聯車。2005年時攝於角田附近、第一角田隧道南端的路段上。

阿武隈急行股份有限公司（日语：／ Abukuma Kyūkō Kabushiki Kaisha */?），簡稱阿武隈急行或阿武急，是一個以日本福島縣與宮城縣作為營運範圍的鐵路公司。阿武隈急行是為了承繼舊國鐵時代特定地方交通線與日本鐵道建設公團建設線的丸森線（今阿武隈急行線），而由福島縣與宮城縣及一些路線經過的地方自治單位共同出資所成立的第三部門鐵路公司。阿武隈急行的總公司設於福島縣伊達市梁川町字五反田100番地之1。
在阿武隈急行的股東名單中，除上述相關的政府單位外，福島縣當地的鐵路、巴士運輸業者福島交通也是主要股東之一。福島交通在阿武隈急行該成立時原本擁有超過半數的51%股權，但目前持股比例已降低。在阿武隈急行線的起站福島車站處，阿武隈急行線是與福島交通飯坂線共用車站站房與月台等設施。

## 路線
| 中文線名     | 日文線名 | 起點 | 終點 | 長度（公里） |
| ------------ | -------- | ---- | ---- | ------------ |
| 阿武隈急行線 |          | 福島 | 槻木 | 54.9         |

## 外部連結
- 阿武隈急行官方網站 （页面存档备份，存于）